# Hjalmar Danell

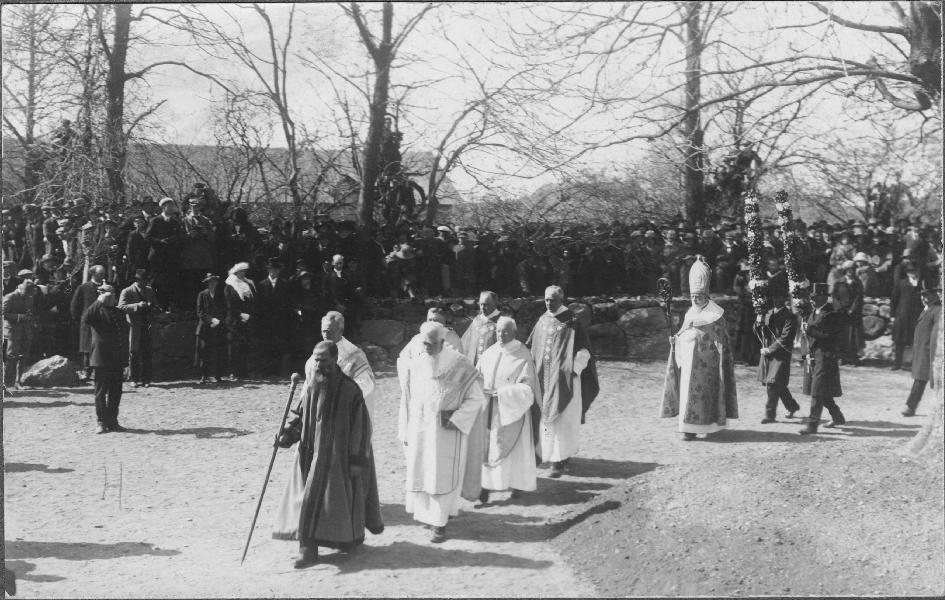
Hjalmar Danell vid återinvigningen av Varnhems klosterkyrka 1923.

Hjalmar Danell, född 3 juni 1860 i Sunds församling, Östergötlands län, död 22 januari 1938 i Skara, var en svensk teolog. Han var biskop i Skara stift 1905–1935.
Danell disputerade 1892 i Uppsala med avhandlingen Albrecht Ritschls lära om synden. Han gav uttryck för en ortodox lutherdom, en ståndpunkt som han senare i livet något omprövade. År 1897 utsågs han till extra ordinarie professor i dogmatik och moralteologi i Uppsala. Åtta år därefter (1905) lämnade han Uppsala sedan han blivit utnämnd till biskop i Skara. År 1914 placerades Danell i första förslagsrum vid ärkebiskopsvalet men blev ändå förbigången till förmån för Nathan Söderblom, som stod först i tredje förslagsrum.
Han är begravd i familjegraven på Skånings-Åsaka kyrkogård nordost om Skara.

## Genealogi
Hjalmar Danell var son till kyrkoherden Isak Danell och hans hustru Amanda Petersson. Han var bror till kyrkoherden Valdemar Danell och till språkforskaren Gideon Danell. Bland hans fem söner märks biskopen Sven Danell, domprosten Gustaf Adolf Danell samt jägmästaren och skogsdirektören Claës Danell som är far till statsrådet Georg Danell. Han var vidare morbror till förlagsmannen Birger Beckman. Danell hade även fem döttrar: läraren Sigrid Fredrika f. 1899, föreståndaren Karin Amanda f. 1902, Ingeborg Greta f.1906, läsrumsföreståndarinnan Anna Maria f. 1912 och diakonissan Frida Dorotea f. 1915. Alla barnen var födda i andra äktenskapet.
Hjalmar Danell var först gift med Sigrid Hård af Segerstad (1865–1895) och sedan med Maria Beckman (1870–1943), som var dotter till kyrkoherden Claës Beckman och Fredrika Linnarsson. Hon var brorsdotter till biskopen i Skara Anders Fredrik Beckman, samt sondotter till godsägaren Fredrik Beckman.